# Urbano Sacchetti
 (août 2015).
Urbano Sacchetti (né en 1640 à Florence, en Toscane, et mort le 6 avril 1705 à Rome) est un cardinal italien du XVIIe siècle et du début du XVIIIe siècle. Il est un neveu du cardinal Giulio Cesare Sacchetti (1626).

## Biographie
Sacchetti est protonotaire apostolique, président, clerc et auditeur de la Chambre apostolique et commissaire général de l'armée.
Le pape Innocent XI le crée cardinal lors du consistoire du 1er septembre 1681. En 1683 il est élu évêque de Viterbe et de Toscanella. il résigne le gouvernement de son diocèse en 1701, pour devenir abbé de Galeata et de S. Maria all'Isola.
Sacchetti participe au conclave de 1689, lors duquel Alexandre VIII est élu pape, à celui de 1691 (élection d'Innocent XII) et de 1700 (élection de Clément XI).

### Sources
- Fiche du cardinal sur le site fiu.edu